# Найробі (провінція)
Найробі (англ. Nairobi Area, суах. Mkoa wa Nairobi) — одна з восьми колишніх провінцій Кенії, розташована в центральній частині Кенії.

## Історія
У 1922 році була створена провінція Масаї зі столицею в Найробі. У 1948 році пройшов перепис населення, в провінції Масаї проживало 67,130 осіб. У 1955 році провінцію Масаї перейменували в провінцію Найробі.

## Клімат
Клімат цієї провінції прохолодніший, ніж в інших частинах Кенії, оскільки регіон знаходиться відносно високо над рівнем моря. У році є 2 яскраво виражених сезони дощів: початку березня - травень і жовтень - листопад.

## Демографія
| 1962    | 1969    | 1979    | 1989      | 1999      | 2009      |
| ------- | ------- | ------- | --------- | --------- | --------- |
| 343,500 | 509,000 | 827,775 | 1,324,570 | 2,143,254 | 3,138,369 |